# كهف الملكة
كهف الملكة (بالإنجليزية: Queen's Cave)‏ هو كهف يقع ضمن أقاليم ما وراء البحار البريطانية في منطقة جبل طارق التابعة للتاج البريطاني.